# Ophiorrhiza infundibularis
Ophiorrhiza infundibularis är en måreväxtart som beskrevs av Nambiyath Puthansurayil Balakrishnan. Ophiorrhiza infundibularis ingår i släktet Ophiorrhiza och familjen måreväxter.
Artens utbredningsområde är Nicobarerna. Inga underarter finns listade i Catalogue of Life.